# Percival John Montague

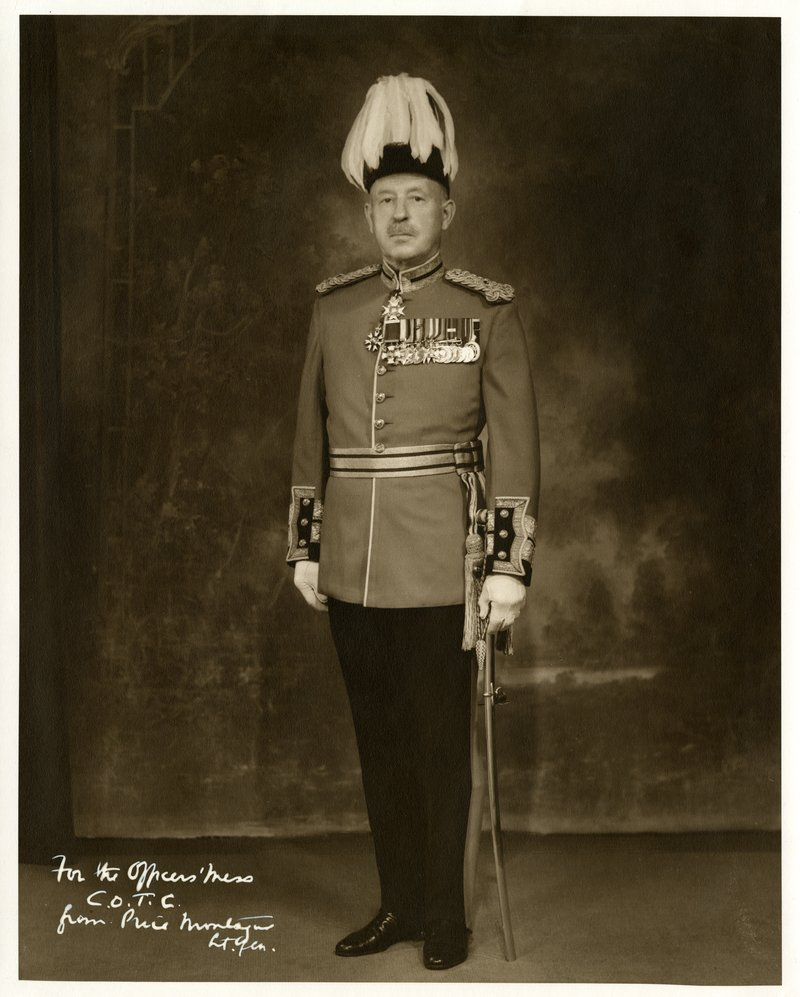
Percival John Montague

Percival John „Price“ Montague, KC, CB, CMG, DSO, MC, VD, CD (* 10. November 1882 in Dunville, Ontario; † 11. Juni 1966 in Winnipeg, Manitoba) war ein kanadischer Offizier und Jurist, der zuletzt als Generalleutnant zwischen 1943 und 1945 als Chefverwaltungsoffizier im Stab des Militärischen Hauptquartiers im Vereinigten Königreich war. Darüber hinaus war er von 1951 bis zu seinem Tode 1966 Richter am Berufungsgericht von Manitoba, dem Manitoba Court of Appeal.

## Leben

### Rechtsanwalt, Offizier und Richter
Percival John Montague, Sohn des Arztes und Politikers Walter Humphries Montague und dessen Ehefrau Angeline „Angie“ Furry, besuchte das Upper Canada College. Er absolvierte ein Studium der Rechtswissenschaften an der Osgoode Hall Law School der York University und schloss dieses 1905 ab. Zugleich trat er 1905 in die Streitkräfte Kanadas ein. Er war nach seiner anwaltlichen Zulassung für Manitoba und Ontario 1907 als Barrister tätig und trat 1913 in der Anwaltskanzlei Pitblado, Hoskin, Montague & Drummond-Hay in Winnipeg ein.
Er nahm am Ersten Weltkrieg teil und wurde für seine militärischen Verdienste mit dem Military Cross (MC) sowie 1918 mit dem Distinguished Service Order (DSO) ausgezeichnet. Am 5. April 1918 erfolgte seine Beförderung zum Oberstleutnant und 1919 wurde er des Weiteren Companion des Order of St Michael and St George (CMG). Neben seiner anwaltlichen Tätigkeit fand er in den folgenden Jahrzehnten Verwendungen als Offizier wie zwischen dem 1. Januar 1920 und dem 1. Juli 1924 als Kommandant (Commanding Officer) von The Fort Garry Horse. Am 1. Juni 1928 wurde ihm der vorübergehende Rang eines Brigadegenerals (Temporary Brigadier) verliehen, woraufhin er zwischen dem 1. Juni 1928 und dem 1. Juni 1936 Kommandeur der 6. Gebirgskavalleriebrigade (6th Canadian Mounted Brigade) war. Aufgrund seiner anwaltlichen Erfahrungen wurde er 1928 zum Kronanwalt (King’s Counsel) berufen. Des Weiteren fungierte er zwischen dem 1. Januar 1932 und dem 1. Januar 1940 als Adjutant (Aide-de-camp) des Generalgouverneurs von Kanada, Vere Ponsonby, 9. Earl of Bessborough beziehungsweise von dessen Nachfolger John Buchan, 1. Baron Tweedsmuir (4. November 1935 bis 11. Februar 1940).
Montague wechselte am 11. März 1932 als Anwalt in den Richterdienst und fungierte zwischen 1932 und 1951 als Beigeordneter Richter (Puisne Judge) am Obergericht von Manitoba (Court of King’s Bench of Manitoba).

### Zweiter Weltkrieg, Generalleutnant und Richter am Berufungsgericht von Manitoba
Nach Beginn des Zweiten Weltkrieges war „Price“ Montague ferner zwischen dem 17. Oktober 1939 und dem 14. Mai 1940 Assistierender Adjutant und Generalquartiermeister im Militärischen Hauptquartier im Vereinigten Königreich (Canadian Military Headquarters). Im Anschluss blieb er dort und war zunächst zwischen dem 15. Mai und dem 5. Juli 1940 stellvertretender Generaladjutant in diesem Hauptquartier. Nach seiner Beförderung zum Generalmajor wurde er schließlich am 6. Juli 1940 Chef des Stabes des Militärischen Hauptquartiers im Vereinigten Königreich (Chief of Staff, Canadian Military Headquarters) und verblieb mehr als drei Jahre bis zum 26. Dezember 1943 auf diesem Posten, woraufhin Generalleutnant Kenneth Stuart seine Nachfolge antrat. Für seine Verdienste wurde er 1943 Companion des Order of the Bath (CB). 1942 verlieh ihm die University of Manitoba einen Ehrendoktor. Er selbst übernahm anschließend vom 27. Dezember 1943 bis zum 31. August 1945 die Funktion als Chefverwaltungsoffizier im Stab des Militärischen Hauptquartiers. Zugleich war er zwischen 1943 und 1944 als Judge Advocate-General auch Leiter der Militärjustizverwaltung in Übersee. In diesen Verwendungen erfolgte am 11. November 1944 auch seine Beförderung zum Generalleutnant. Am 17. September 1945 schied er aus dem Militärdienst aus.
Im Anschluss übernahm Percival John Montague, der auch mit der Volunteer Officers’ Decoration (VD) sowie der Canadian Forces’ Decoration (CD) ausgezeichnet wurde, wieder seine Funktion als Beigeordneter Richter am Obergericht von Manitoba. Zuletzt wurde er am 1. Februar 1951 vom Premierminister von Kanada Louis Saint-Laurent zum Richter am Berufungsgericht von Manitoba berufen, dem Manitoba Court of Appeal, und gehörte diesem bis zu seinem Rücktritt am 1. September 1959 an.
Er war seit 1907 mit Anne Isabel Fletcher verheiratet und Vater zweier Töchter. Seine ältere Tochter Eleanor Furry Montague war mit Karl Fiset Wintemute verheiratet, Sohn des Versicherungsmaklers Peter Alvey Wintemute, während seine jüngere Tochter Anne Isobel „Nancy“ Montague mit dem Unternehmer Ernest Hutchison „Ernie“ Moncrieff verheiratet war. Nach seinem Tode im Deer Lodge Military Hospital in Winnipeg wurde er mit vollen militärischen Ehren auf dem Friedhof der dortigen Cathedral of St. John beigesetzt.